# Elena Trifoi
Elena Trifoi (18 czerwca 1990 w Buftea) – rumuńska wioślarka.

## Osiągnięcia
- Mistrzostwa Świata Juniorów – Pekin 2007 – ósemka – 1. miejsce[1].
- Mistrzostwa Świata Juniorów – Linz 2008 – ósemka – 2. miejsce[1].
- Mistrzostwa Świata U-23 – Račice 2009 – czwórka podwójna – 3. miejsce[1].
- Mistrzostwa Świata U-23 – Brześć 2010 – czwórka podwójna – 3. miejsce[1].
- Mistrzostwa Europy – Montemor-o-Velho 2010 – dwójka podwójna – 7. miejsce[1].